# جو کانر (بازیکن فوتبال، زاده ۱۹۸۶)
جو کانر (انگلیسی: Joe Connor؛ زادهٔ ۱ فوریهٔ ۱۹۸۶) بازیکن فوتبال اهل بریتانیا است.
از باشگاه‌هایی که در آن بازی کرده‌است می‌توان به باشگاه فوتبال مکلسفیلد تاون، باشگاه فوتبال استوک‌پورت کانتی، باشگاه فوتبال اشتون یونایتد، باشگاه فوتبال ساوتپورت، و باشگاه فوتبال هرفورد یونایتد اشاره کرد.